# ジム・ブッチャー
ジム・ブッチャー（Jim Butcher、1971年10月26日）は『ドレスデン・ファイル』で知られるアメリカの小説家、ファンタジー作家。ロマンス小説家である妻シャノン・K・ブッチャーや息子、犬と共にミズーリ州インディペンデンスに住む。

## 概要
1971年、ミズーリ州インディペンデンスで長男として生まれ、両親と2人の姉と共に育つ。
幼少期にレンサ球菌咽喉炎に罹り、姉から時間つぶしとして与えられた『指輪物語』や『スター・ウォーズ ハン・ソロ三部作』を読み、ファンタジーやSFに魅了された。ティーンエイジャーの頃には作家になろうと試み、既に第一長編を完成させていた。J・R・R・トールキンやロイド・アリグザンダー、C・S・ルイスのような古典的ファンタジーを目指したが失敗し、その結果として現代のシカゴに住むプロの魔法使いハリー・ドレスデンを主人公とした『ドレスデン・ファイル』を創り出した。ハリー・ドレスデンの原型は、ブッチャーが19歳の時に創作講座の課題として創り出したものに遡る。作家デビューまでに多くの職歴を経ており、また琉球武術やフェンシング等の武術や乗馬を嗜むなど、多趣味な人物でもある。

## 作品

### ドレスデン・ファイル
1. 魔を呼ぶ嵐 (Storm Front, 2000)
2. 狂った月 (Fool Moon, 2001)
3. 血塗られた墓 (Grave Peril, 2001)
4. Summer Knight (2002)
5. Death Masks (2003)
6. Blood Rites (2004)
7. Dead Beat (2005)
8. Proven Guilty (2006)
9. White Night (2007)
10. Small Favor (2008)
11. Turn Coat (2009)
12. Changes (2010)
13. Ghost Story (2011)
14. Cold Days (2012)
15. Skin Game (2014)

### Codex Alera
1. Furies of Calderon (2004)
2. Academ's Fury (2005)
3. Cursor's Fury (2006)
4. Captain's Fury (2007)
5. Princeps' Fury (2008)
6. First Lord's Fury (2009)